# Motîna-Balka, Sofiivka
Motîna-Balka (în ucraineană Мотина-Балка) este un sat în comuna Ordo-Vasîlivka din raionul Sofiivka, regiunea Dnipropetrovsk, Ucraina.

## Demografie
Componența lingvistică a localității Motîna-Balka
     Ucraineană (95,56%)
     Rusă (2,22%)
     Belarusă (2,22%)
Conform recensământului din 2001, majoritatea populației localității Motîna-Balka era vorbitoare de ucraineană (95,56%), existând în minoritate și vorbitori de rusă (2,22%) și belarusă (2,22%).